# プリムローズ・ヒル
プリムローズ・ヒル（Primrose Hill）は、ロンドンのカムデン区にある標高64メートルの小高い丘、およびその周辺地域の名称である。リージェンツ・パークのすぐ北にあり、ロンドン市街地を一望できる場所として、ロンドン屈指の高級住宅街として、また多くの音楽・映画・文学作品に縁がある場所として有名である。

## 概要
プリムローズ・ヒルはリージェンツ・パークと同様に、かつてミドルセックスの森の一部だった。この一帯は英国王室の専用狩場だったが、ヘンリー6世が設立直後のイートン校にこの土地を与える。土地を授与されて以来、イートン校はこの土地を持てあまし、牧草地として放置していた。結局イートン校は1842年王室にこの土地を返却し、同年、プリムローズ・ヒルを含む一帯は法律によって公共のスペースとして規定された。現在のプリムローズは約25ヘクタールの指定保護地域になっている。周辺にはヴィクトリア朝時代のテラスハウスが建ち並び著名人が多く住むロンドン屈指の高級住宅街である。プリムローズ・ヒルを含む郵便番号 (NW1)の地域の平均不動産価格は約55万ポンド (2009年5月8日のレート£1＝¥149.5で、約8千2百万円)。さらにプリムローズ・ヒル東隣Chalcot Squareの物件は約400万ポンド (約6億円)もする。
プリムローズ・ヒルは現在の風光明媚でおだやかな印象に似つかわしくない血なまぐさい歴史ももつ。多くの殺人事件がプリムローズ・ヒルで発生しており、特に有名なのは1678年10月に発生した奇妙なEdmund Berry Godfrey殺人事件である。またこの丘は決闘の場所としての歴史ももっており、1843年にイングランド最後の決闘の舞台にもなっている。
プリムローズ・ヒルはかつて「グリーンベリー・ヒル」と呼ばれていたが、17世紀に時の権力者がこの丘に咲く桜草（プリムローズ）にちなんで「プリムローズ・ヒル」と名付けた。

## プリムローズ・ヒルと芸術

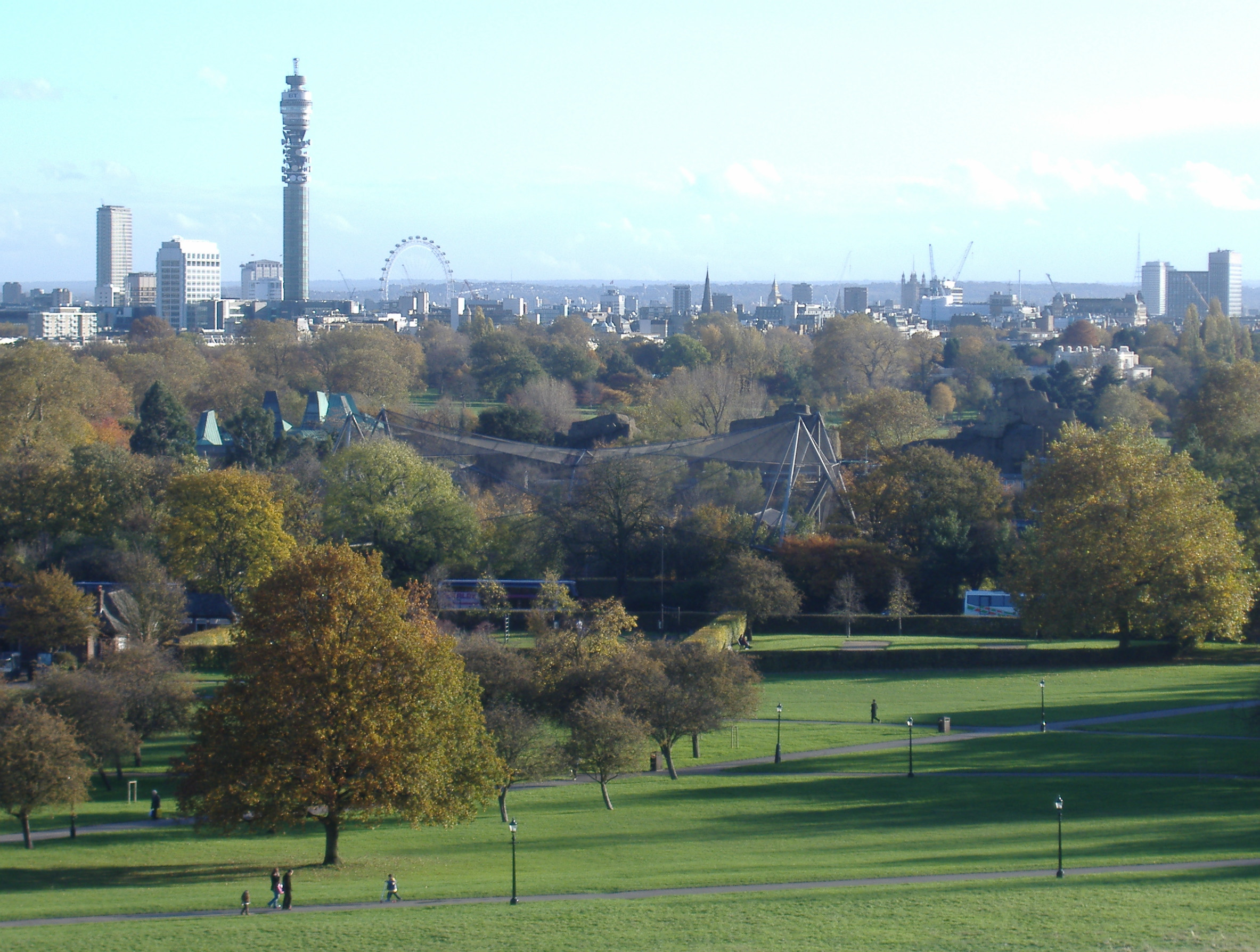
ウエスト・エンド方面を眺める (2006年11月)

### 音楽
プリムローズ・ヒルは昔から音楽に縁がある場所である。例えば、作者不明の"The Sweet Salutation on Primrose Hill: Or, I Know You Not"という曲があったと1685年出版の書籍に記述がある。ここではプリムローズ・ヒルに縁がある主な音楽作品を紹介する。
- ビートルズ：ポール・マッカートニーは曲の着想をプリムローズ・ヒルを散歩中に得ている。

特に「The Fool on the Hill」の'Hill'はプリムローズ・ヒルのことである。
他に「Yesterday」や「Getting Better」も同様にプリムローズ・ヒルで着想を得た曲だとされている。
- ポール・マッカートニーの「Golden Earth Girl」：歌詞に "Natures lover climbs the Primrose Hill"とある。
- ローリング・ストーンズのアルバム『Between the Buttons』：ジャケット写真が撮影された。
- ブラーの「For Tomorrow」：歌詞に "and the view's so nice"とあり、ミュージック・ビデオの撮影も行われた。
- オアシスのシングル『Wonderwall』:ジャケット写真にプリムローズ・ヒルが使われた。
- レッド・ホット・チリ・ペッパーズの「Emit Remmus」：歌詞に"Take me up and down on primrose hill"とある。
- アンダーワールドとガブリエル・ヤレドの共作曲「Primrose Hill」：映画『こわれゆく世界の中で』のサウンドトラック。
- ファットボーイ・スリムの「North West Three」：歌詞に”We went to go see the sun go down on Primrose Hill”とある。
- ガールズ・アラウドの「The Promise」：歌詞に"Here I am, walking Primrose,wondering when I’m gonna see you again”とある。
- マッドネスの「Primrose Hill」：タイトル以外に歌詞にも"A man opened his window and stared up Primrose Hill"とある。
- マリリオンの「Interior Lulu」 ： 歌詞に"Lately I can stand to stand on primrose hill. Look down upon the city"とある。
- エミリアナ・トリーニの「Unemployed in Summertime」：歌い始めが"Let's get drunk on Saturday, Walk on Primrose Hill until we lose our way"
- セイント・エティエンヌの「Primrose Hill」：インストゥルメンタル。
- 溝口肇：DVD作品にプリムローズ・ヒルが登場[3]。
- Appleton の「Everything Eventually」：歌詞に "Let's go fly a kite on Primrose Hill"とある。
- John MartynとBeverley Martynの共作「Primrose Hill」：前述のファットボーイ・スリムにサンプリングされた曲。
- Peggy Seegerの「Primrose Hill」：歌詞に"Come and sit on Primrose Hill and watch the sun go down"とある。
- Jeff Wayneのミュージカル版『The War of the Worlds』：台詞に"I saw, over the trees on Primrose Hill"とある。
- Billy Braggの「Upfield」：歌詞に"I dreamed I saw a tree full of angels, up on Primrose Hill"とある。
- Loudon Wainwright IIIの「Primrose Hill」：歌詞に"Living on the side of Primrose Hill"とある。
- Suggsの「Camden Town」：歌詞に"In Primrose Hill an angry man, his hair standing on end"とある。

### 映画

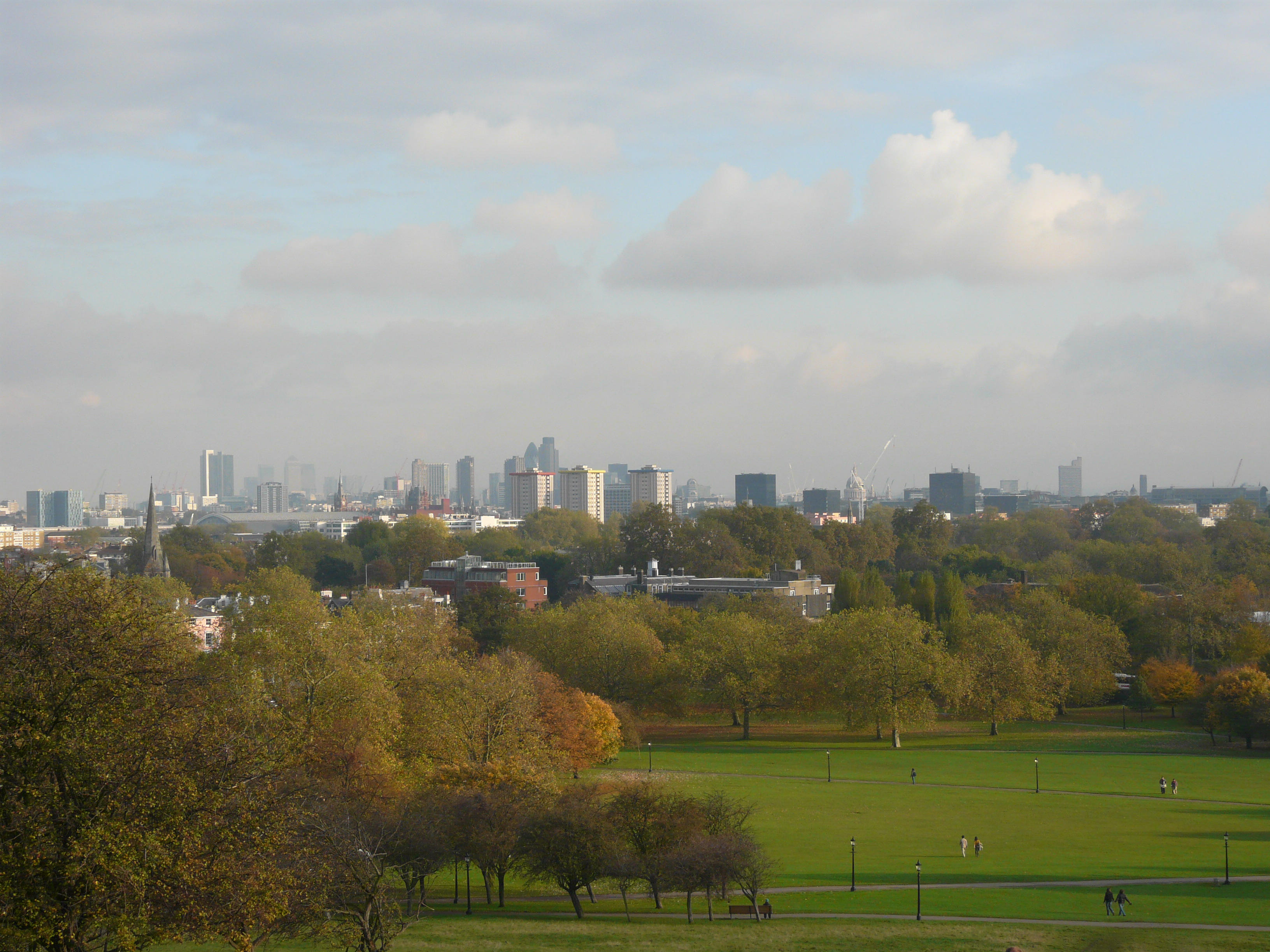
シティ方面の眺望

プリムローズ・ヒルには著名映画人が住居を構えているほか、映画自体にも舞台として登場する。
- Breaking and Entering：サウンドトラックにもプリムローズ・ヒルは登場する。
- Bridget Jones: The Edge of Reason：『ブリジット・ジョーンズの日記』の続編。
- Imagine Me & You：プリムローズ・ヒルのパブが登場する。
- "Primrose Hill"：2007年制作のフランス映画 (本記事のプリムローズ・ヒルに直接関係があるか不明）。

またBBC制作のSFテレビドラマ『ドクター・フー』の「The Sound of Drums」というエピソードにも登場した。

### 文学

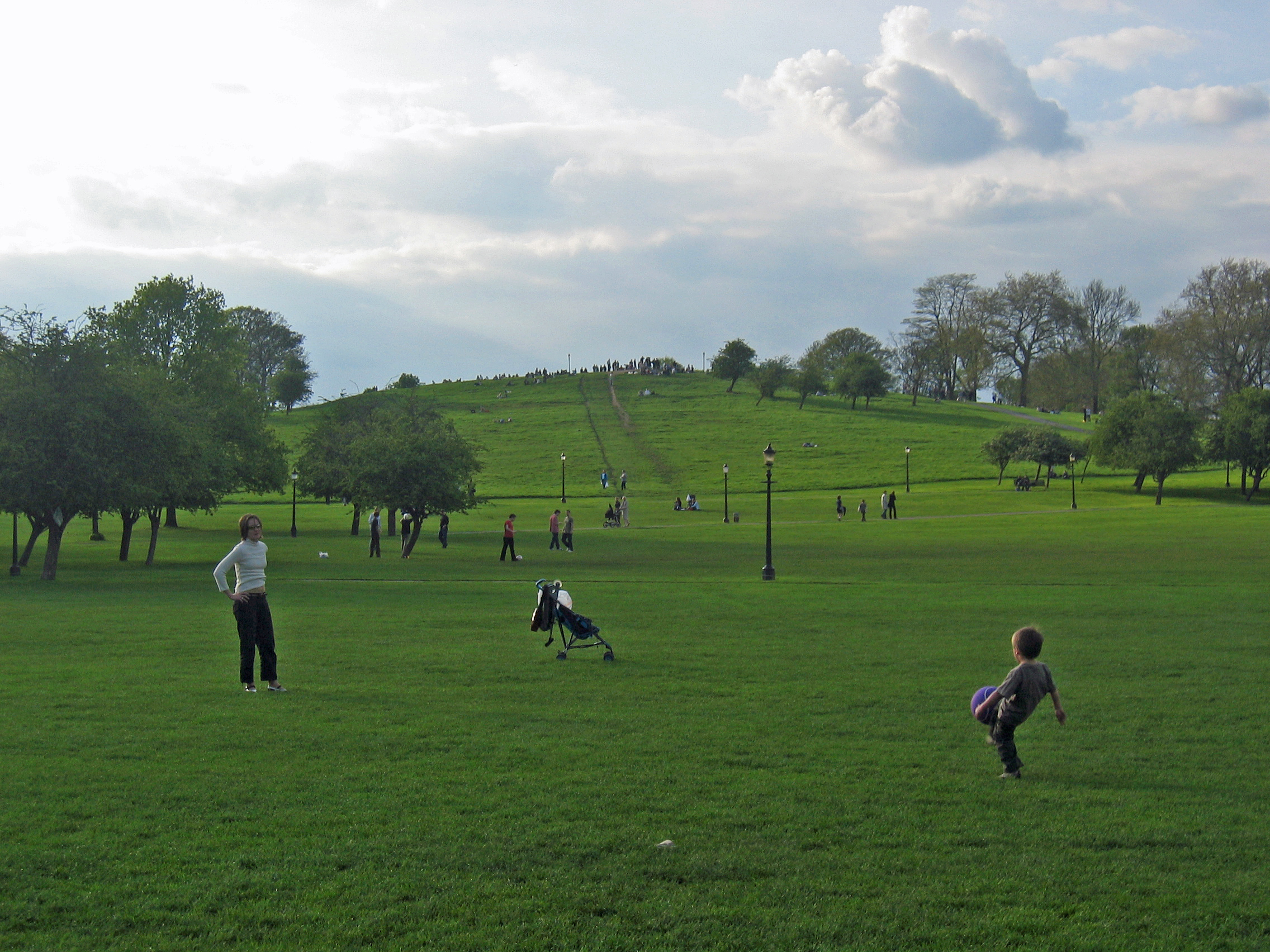
プリムローズ・ヒル全景

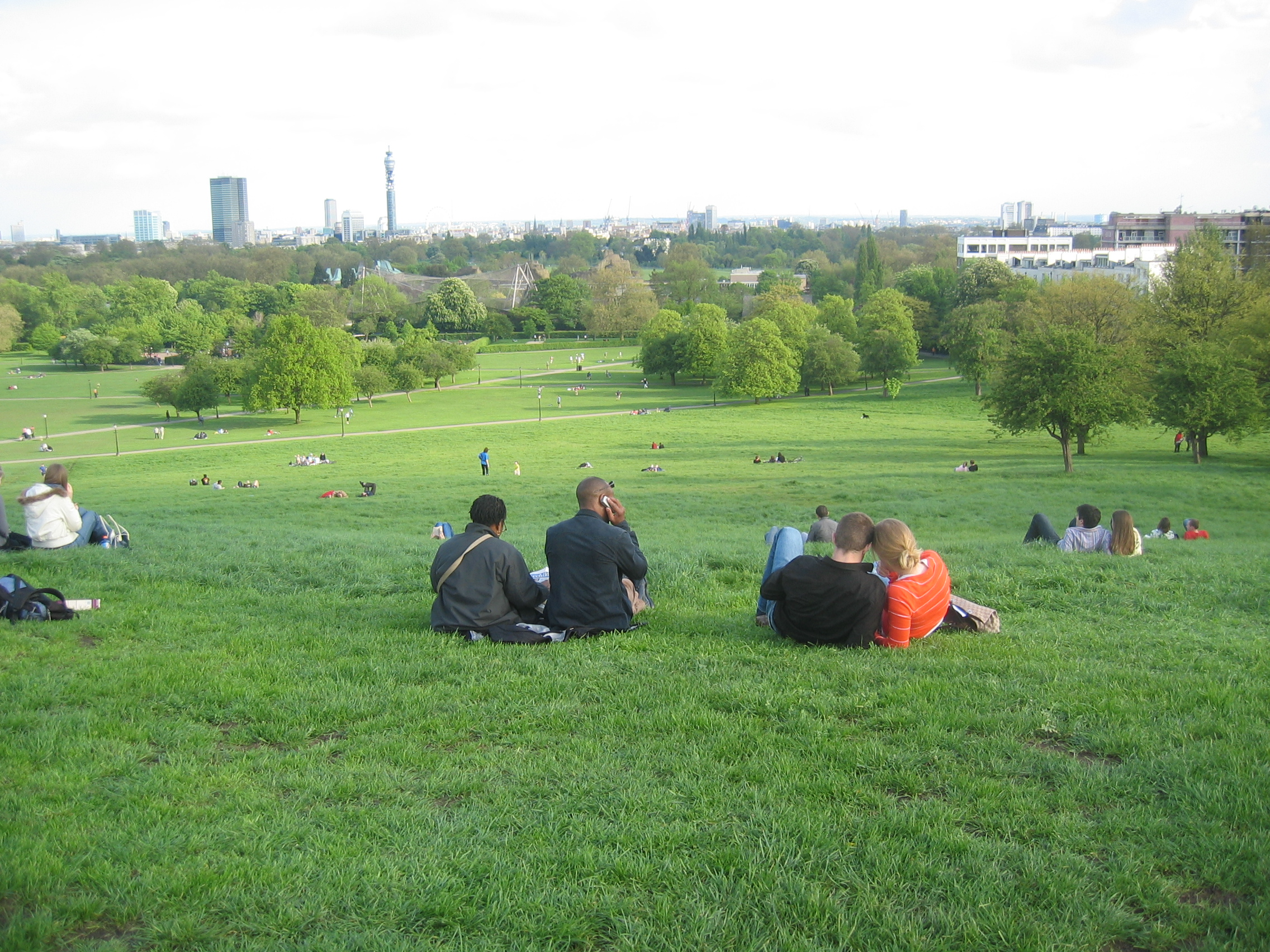
憩いの広場

プリムローズ・ヒルはマザー・グースに"As  I Was Going Up Primrose Hill"というタイトルがあることからも分かるとおり、
多くの文学作品を紹介する。以下、代表的な作品を紹介する。
- ハーバート・ジョージ・ウェルズの『宇宙戦争』と『透明人間』
- ダグラス・アダムズの『The Long Dark Tea-Time of the Soul』
- W・H・オーデンの『Evening and Night on Primrose Hill』
- サミュエル・ベケットの『Echo's Bones and Other Precipitates』
- ウィリアム・ブレイクの『エルサレム』
- ハーマン・メルヴィルの『Cock a doodle doo』
- アレン・ギンズバーグの『Primrose Hill Guru』
- テッド・ヒューズの『Birthday Letters』
- ジェローム・K・ジェロームの『Malvina In Brittany』と『My Life and Times』
- チャールズ・ラムの『The Last Essays of Elia』
- ジョージ・マクドナルドの『At the Back of the North Wind』
- ジーン・リースの『Voyage in the Dark』
- ウィリアム・ワーズワースの"The Letters of William and Dorothy Wordsworth"

- Francis Adamsの『A Child of the Age』
- Dodie Smithの『the Hundred and One Dalmatians』
- Will Selfの『Great Apes』
- John Boyle (コーク侯爵)の『History of the Pumpkin Family』
- William Cullen Bryantの『The Letters of William Cullen Bryant』
- Bertha Henry Buxtonの『From the Wings』
- Claire Clairmontの『The Journals of Claire Clairmont』
- Norman Collinsの『London Belongs to Me』
- Alan Corenの『Waiting For Jeffrey』
- Amanda Craigの『In a Dark Wood』
- Olive Custanceの『The Inn of Dreams』
- Charles Culliford Boz Dickensの『Dickens's Dictionary of London』
- Kenelm Henry Digbyの『Short Poems』
- Ben Eltonの『Inconceivable』
- Gaelen Foleyの『Lady of Desire』
- Edmund Gosseの『Father and Son』
- Weedon Grossmithの『From Studio to Stage: Reminiscences of Weedon Grossmith』
- Marie Adelaide Belloc Lowndesの『The Lodger: A Story of the London Fog』
- Marie Belloc Lowndesの『The Lodger』
- Lawrence Leonardの『The Horn of Mortal Danger』

## 著名な住人

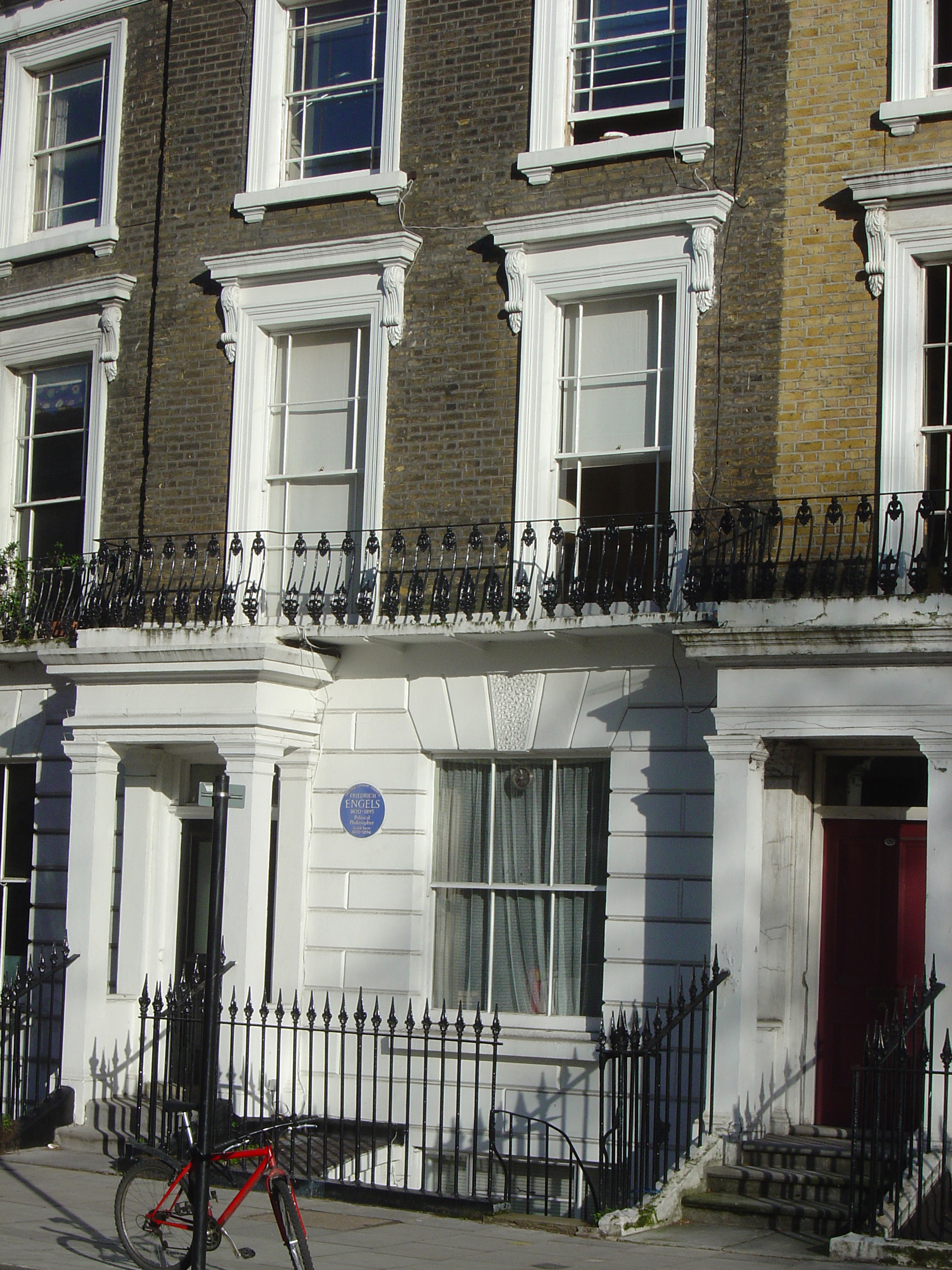
エンゲルスの自宅跡

プリムローズ・ヒルは前述のように多くの著名人が過去に、または現在も居を構えている。特に「1990年代中盤〜後半にかけて有名になり、プリムローズ・ヒル周辺に居を構えた人たち」を指して「プリムローズ・ヒル・セット」 (Primrose Hill set) と呼ぶことがある。プリムローズ・ヒル・セットに含まれていると考えられているのは、
- ユアン・マクレガー：俳優、冒険家
- ジュード・ロウ：俳優
- ケイト・モス：ファッションモデル
- サディ・フロスト：女優、ファッションブランド Frost French共同経営者

などである。「プリムローズ・ヒル・セット」以外の著名な住人は以下の通り。
- アギネス・ディーン：スーパーモデル
- デイヴィッド・ミリバンド：ゴードン・ブラウン内閣外務大臣
- エンリケ・イグレシアス：ミュージシャン
- エヴァ・グリーン：ファッションモデル
- フリードリヒ・エンゲルス：思想家、革命家、「共産主義」の父
- グウェン・ステファニー：ノー・ダウトのヴォーカル、ファッションデザイナー
- ジェリ・ハリウェル：スパイス・ガールズメンバー
- ヘレナ・ボナム＝カーター：女優
- ジェイミー・オリヴァー：シェフ
- ジョニー・リー・ミラー：俳優
- レイチェル・ワイズ：女優
- サイモン・キャロウ：女優、脚本家
- レイチェル・スティーヴンス：
- ソフィー・エリス・ベクスター：シンガーソングライター
- シエナ・ミラー：女優
- ネナ・チェリー：シンガーソングライター、ラッパー

- Alan Bennett：作家、俳優
- Sean Pertwee：俳優
- Adam Ant：ニュー・ウェイヴバンド"アダム&ジ・アンツ"、ヴォーカル
- Chris Moyles：BBC Radio 1 DJ
- Cameron McVey：マッシヴ・アタック、ポーティスヘッド、シュガーベイブスなどの音楽プロデューサー
- Gavin Rossdale：ロックバンド"ブッシュ"ヴォーカル
- Finley Quaye：ミュージシャン
- Sharleen Spiteri：バンド"Texas"ヴォーカル

## アクセス&近隣

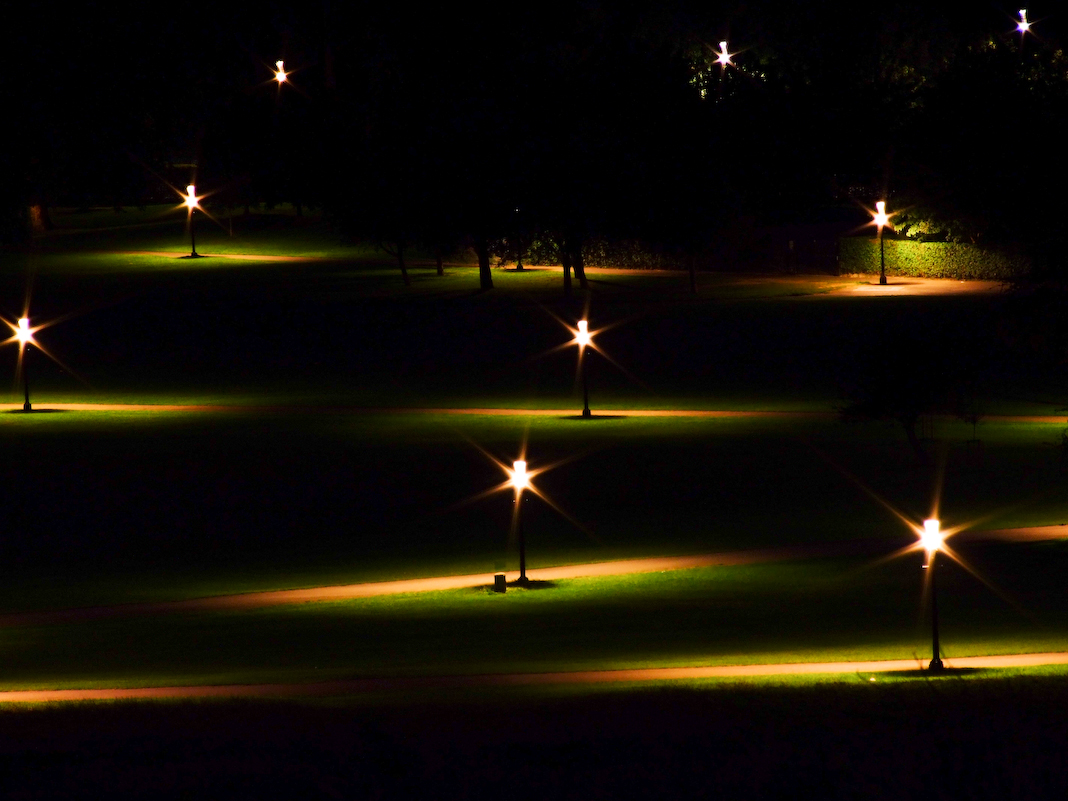
夜のプリムローズ・ヒル

### アクセス
プリムローズ・ヒルへのロンドン地下鉄の最寄り駅は以下の4駅である。
- プリムローズ・ヒルの北東にチョーク・ファーム駅 (Chalk Farm Station)：ノーザン線
- プリムローズ・ヒルの東側にカムデン・タウン駅 (Camden Town Station)：ノーザン線
- プリムローズ・ヒルの北西にスイス・コテージ駅 (Swiss Cottage Station)：ジュビリー線
- プリムローズ・ヒルの南西にセント・ジョンズ・ウッド駅 (St John's Wood Station)：ジュビリー線

なおPrimrose Hill Railway Stationは1992年に廃止された。

### 近隣
- リージェンツ・パーク
- リージェンツ運河
- ロンドン動物園
- カムデン・マーケット（英語版）
- ベルサイズ・パーク（英語版）
- チョーク・ファーム（英語版）
- ハムステッド（英語版）とハムステッド・ヒース
- セント・ジョンズ・ウッド（英語版）